# Joop Boutmy
Johannes Wouter "Joop" Boutmy (Penang, 29 de abril de 1894 - 26 de julho de 1976) foi um futebolista neerlandês, medalhista olímpico.
Joop Boutmy competiu nos Jogos Olímpicos de Verão de 1912 em Estocolmo. Ele ganhou a medalha de bronze.